# Låt oss gå till Betlehem
Låt oss gå till Betlehem är ett julalbum från 1976 av den kristna sångaren Artur Erikson . Skivan består av fyra kortare andakter bestående av 2 till 3 sånger samt en betraktelse över temat Betlehem. När denna inspelning skulle ges ut var det först tänkt att den endast skulle ges ut på kassett, men i sista stund ändrade man sig och gav ut den även på LP. Av skivans 10 sånger har Artur Erikson på 4 av dem medverkat antingen med text, melodi eller med både och. Sångerna "Kom till Betlehem" och "Barn från Guds himmel" har han skrivit texten till, "En ros är nu framsprungen" har han gjort melodin till; och sången "Julaftonsmorgon" är både text och melodi av Artur Erikson.

## Låtlista

### Sida 1
1. Kommen i herdar
2. Kom till Betlehem
3. Betraktelse: Småstaden där världen förändrades
4. Gläns över sjö och strand
5. Änglar från Guds ljusa rike
6. Betraktelse: Hungersnödsplatsen som blev brödhuset
7. Barn från Guds himmel

### Sida 2
1. Den nyfödde Jesus
2. En ros är nu framsprungen
3. Betraktelse: Tårestaden som blev glädjens källa
4. O, vad glädje ifrån Gud
5. Julaftonsmorgon
6. Betraktelse: Staden där Guds löften infriades
7. Välkommen härliga julafton